# ロク・ドラクシッチ
ロク・ドラクシッチ（Rok Drakšič 1987年6月7日- ）はスロベニアのジャレツ出身の柔道選手。階級は66kg級。身長166cm。得意技は背負投。2段。現役時代は警察のスポーツ班に所属していた。

## 人物
柔道は7歳の時に学校で始めた。2006年の世界ジュニア60kg級では3位となった。ロシア国際では2006年と2007年に連覇を果たした。しかし、北京オリンピックでは初戦でイランのマスード・アクホドザデフに技ありで敗れた。その後階級を66kg級に上げると、2009年の世界選手権では初戦で韓国の安正煥に指導2で敗れたが、ヨーロッパU23柔道選手権大会では優勝を果たした。2010年の世界選手権では4回戦でロシアのアリム・ガダノフに小内巻込で敗れた。2011年にはワールドマスターズで決勝まで進むもののモンゴルのハシュバータル・ツァガンバータルに敗れた。世界選手権では準決勝でブラジルのレアンドロ・クーニャに指導2で敗れると、3位決定戦でも韓国の曺準好に袖釣込腰で敗れた。2012年のヨーロッパ選手権では3位となった。ロンドンオリンピックでは3回戦でハンガリーのミクローシュ・ウングバリに指導2で敗れた。その後、階級を73kg級に上げてグランプリ・青島では2位となった。12月にはチュメニで開催された賞金大会の｢ECCO柔道ヒーロー・チャレンジ｣で優勝して、3万ユーロを獲得した。2013年のヨーロッパ選手権で優勝すると、グランドスラム・東京では3位になった。2014年にはグランドスラム・パリで優勝、ヨーロッパ選手権では3位だった。2015年のヨーロッパ競技大会でも3位だった。2016年のヨーロッパ選手権で3位になるも、リオデジャネイロオリンピックでは初戦でイスラエルのサギ・ムキに腰車で敗れた。2017年に引退後はコーチとなった。なお、スロベニアではIJFワールド柔道ツアーでメダルを獲得すると警察に職を得ることが出来るも、引退後は新たに職探しを始めなければならないが、ドラクシッチはスロベニアオリンピック委員会に雇用される機会を得た。2020年にはフィンランドナショナルチームの監督になった。

## 主な戦績
60kg級での戦績
- 2004年 - ヨーロッパジュニア　2位
- 2005年 - ヨーロッパジュニア　2位
- 2006年 - ロシア国際　優勝
- 2006年 - 世界ジュニア　3位
- 2007年 - ロシア国際　優勝

66kg級での戦績
- 2009年 - ワールドカップ・ブダペスト　優勝
- 2009年 - 地中海競技大会　3位
- 2009年 - ヨーロッパU23柔道選手権大会　優勝
- 2010年 - ワールドカップ・ウィーン　優勝
- 2010年 - グランプリ・デュッセルドルフ　3位
- 2010年 - ヨーロッパ選手権　3位
- 2010年 - グランプリ・チュニス　優勝
- 2010年 - グランドスラム・リオデジャネイロ　5位
- 2011年 - ワールドマスターズ　2位
- 2011年 - グランプリ・デュッセルドルフ　5位
- 2011年 - グランプリ・バクー　優勝
- 2011年 - グランドスラム・モスクワ　5位
- 2011年 - 世界選手権　5位
- 2011年 - グランプリ・アムステルダム　優勝
- 2012年 - ヨーロッパ選手権　3位

73kg級での戦績
- 2012年 - グランプリ・青島　2位
- 2012年 - ECCO柔道ヒーロー・チャレンジ　優勝
- 2013年 - ヨーロッパ選手権　優勝
- 2013年 -　グランドスラム・東京 3位
- 2014年 - グランドスラム・パリ　優勝
- 2014年 - グランプリ・デュッセルドルフ　3位
- 2014年 - ヨーロッパ選手権　3位
- 2014年 - グランドスラム・アブダビ　3位
- 2015年 - ヨーロッパ競技大会　3位
- 2016年 - ヨーロッパ選手権　3位
- 2016年 - グランプリ・ブダペスト　優勝

(出典、JudoInside.com)。　